# Bruno Hildenbrand
Bruno Hildenbrand (* 8. Oktober 1948 in Oberkirch (Baden)) ist ein deutscher Soziologe und ehemaliger Hochschullehrer.
Hildenbrand habilitierte sich an der Universität Frankfurt am Main und war seit 1994 Professor für Sozialisationstheorie und Mikrosoziologie am Institut für Soziologie an der Friedrich-Schiller-Universität Jena. Außerdem publizierte er zur Resilienzforschung. Zudem ist er auch als systemischer Supervisor tätig. 2015 trat er in den Ruhestand ein.

## Schriften (Auswahl)
Autor
- Alltag als Therapie. Huber, Bern 1991.
- Alltag und Krankheit. Klett-Cotta, Stuttgart 1983.
- Fallrekonstruktive Familienforschung. Leske und Budrich, Opladen 1999; 2. Aufl., VS Verlag für Sozialwissenschaften, Wiesbaden 2005.
- Einführung in die Genogrammarbeit. Carl-Auer Verlag, Heidelberg 2005; 5. Aufl., Carl-Auer Verlag, Heidelberg 2020, ISBN 978-3-8497-8226-9.
- Genogrammarbeit für Fortgeschrittene. Vom Vorgegebenen zum Aufgegebenen., Carl-Auer Verlag, Heidelberg 2018, ISBN 978-3-8497-8154-5.
- Klinische Soziologie. Ein Ansatz für absurde Helden und Helden des Absurden. 2., völlig überarbeitete und erweiterte Aufl., Springer VS, Wiesbaden 2019, ISBN 978-3-658-22002-0.

Herausgeber
- Resilienz – Gedeihen trotz widriger Umstände. Gemeinsam mit Rosmarie Welter-Enderlin. Carl-Auer Verlag, Heidelberg 2006, ISBN 3-89670-511-3